# Peter Rabenalt
Peter Rabenalt (* 16. Juli 1937 in Semlin bei Rathenow; † 25. August 2024) war ein deutscher Filmkomponist und -wissenschaftler.

## Leben
Rabenalt wuchs in Rathenow auf. Er legte 1956 das Abitur ab und studierte von 1956 bis 1960 Filmproduktion an der Hochschule für Film und Fernsehen „Konrad Wolf“ in Potsdam-Babelsberg sowie von 1970 bis 1975 Komposition und Tonsatz an der Hochschule für Musik „Hanns Eisler“ Berlin. Zu seinen Lehrern gehörten Wolfgang Hohensee und Jürgen Wilbrandt. Er begann nach einem kurzen Auftritt als Schauspieler 1966 im Spielfilm Fräulein Schmetterling im selben Jahr mit dem Schreiben von Filmmusik. Seine Kompositionen wurden nicht nur für Spielfilme genutzt, sondern auch für Lehr- und (Kurz-)Dokumentarfilme. Eine Besonderheit wurde seine Arbeit zum Film Zille und ick – eines der wenigen Film-Musicals der DEFA. Rabenalt arbeitete zudem als Redakteur im Deutschen Fernsehfunk.
Rabenalt arbeitete zunächst als wissenschaftlicher Assistent an der Hochschule für Film und Fernsehen „Konrad Wolf“ und war hier ab Mitte der 1980er-Jahre Dozent für Ton- und Musikdramaturgie sowie später Professor für Film- und Fernsehdramaturgie. Auch nach seiner Emeritierung war er weiterhin als Gastprofessor für Dramaturgie an der HFF tätig.
Rabenalt lebte in Berlin-Johannisthal. Der Filmjournalist Knut Elstermann würdigte Rabenalt in einem Nachruf als „ungemein anregende[n], an der Praxis orientierte[n] Lehrer, bei dem ich viel über die Methodik des Films gelernt habe. Ein warmherziger, nobler, uneitler Mensch, der jedem das gute Gefühl gab, von ihm genau wahrgenommen zu werden“.

## Filmmusik (Auswahl)
- 1966: Fräulein Schmetterling (auch Darsteller)
- 1966: Es genügt nicht 18 zu sein (Kurzdokumentarfilm)
- 1966: Der Onkel ist tot (Kurzfilm)
- 1967: Freunde vom Werbellinsee (Kurzdokumentarfilm)
- 1967: Kaule
- 1968: Die Nacht im Grenzwald
- 1969: Arbeiterfamilie (Dokumentarfilm)
- 1969: Das siebente Jahr
- 1969: Mohr und die Raben von London
- 1969: Wie heiratet man einen König?
- 1969: Weite Straßen – stille Liebe
- 1970: Aus unserer Zeit (Episode 3)
- 1971: Kalle – Eine Geschichte für Neugierige (Kurzdokumentarfilm)
- 1971: Männer ohne Bart
- 1972: Sechse kommen durch die Welt
- 1972: Der Dritte
- 1973: Auf bald in Berlin (Dokumentarfilm)
- 1975: Looping
- 1976: Lasset die Kindlein… (Fernsehfilm)
- 1977: Tambari
- 1979: Blauvogel
- 1980: Seitensprung
- 1982: Das Fahrrad
- 1982: Dein unbekannter Bruder
- 1983: Olle Henry
- 1983: Zille und ick
- 1985: Die Gänse von Bützow
- 1990: Lasst mich doch eine Taube sein
- 1990: Ich war ein glücklicher Mensch (Dokumentarfilm)
- 1990: Versteckte Fallen
- 1992: Miraculi
- 1992: Abstecher (Dokumentarfilm)

### Musik für Fernsehspiele und -Filme
- 1967: Geschichten aus dem letzten Urlaub
- 1968: Ringe
- 1970: Folge einem Stern (2 Teile)
- 1971: Standesamt – Eintritt frei
- 1972: Ein Mann, der sterben muss (2 Teile)
- 1976: Lasset die Kindlein …
- 1976: Dorotheenstädtische Monologe
- 1992: Die Brut der schönen Seele

### Musik für Theater
- 1967: Irische Geschichten. (Volksbühne Berlin)
- 1967: Und das soll Liebe sein? (Potsdam)
- 1967: Der Mond scheint auf Kylenamoe (Halle)
- 1974: Weibervolksversammlung (Schwerin u. a.)
- 1975: Wintermärchen (Landestheater Magdeburg)
- 1975: Aufstieg oder das Paradies (Schwerin)
- 1977: Leonce und Lena (Prenzlau)
- 1977: Der Revisor (Schwerin)
- 1979: Concerto dramatico (verschiedene, auch TV)
- 1980: Die beiden Veroneser (Halle)
- 1980: Turandot (Zwickau)
- 1981: Eine Jungfrau in der City (Zwickau)
- 1982: Undine (Theater der Freundschaft Berlin)
- 1983: Die Frau zum Wegwerfen (Schauspielschule Berlin)
- diverse Lieder und Chansons für Kabarett „Distel“

## Werke
- 1982: Die auditiven Gestaltungsmittel in der Film- und Fernsehkunst. Hochschule für Film und Fernsehen der DDR Potsdam-Babelsberg.
- 1983: Die Elemente filmkünstlerischer Gestaltung in ihrem funktionellen Zusammenhang. Hochschule für Film und Fernsehen der DDR, Potsdam-Babelsberg.
- 1986: Dramaturgie der Filmmusik. VEB DEFA Studio für Spielfilme.
- 1999: Filmdramaturgie. VISTAS Verlag Berlin, ISBN 3-89158-245-5.
- 2004: Drei Kalendergeschichten aus der Frühzeit. In: Torsten Schulz (Hrsg.): Orangemond im Niemandsland. VISTAS Verlag Berlin, ISBN 3-89158-395-8.
- 2005: Filmmusik. Form und Funktion von Musik im Kino. VISTAS Verlag Berlin, ISBN 3-89158-392-3.
- 2011: Filmdramaturgie. Veränderte Neuausgabe mit einem Vorwort von Detlev Buck. Alexander Verlag Berlin/Köln, ISBN 978-3-89581-243-9.
- 2014: Der Klang des Films. Dramaturgie und Geschichte des Filmtons. Alexander Verlag Berlin/Köln ISBN 978-3-89581-324-5.

## Abhandlungen
- 1987: Die audiovisuelle Einheit in Film und Fernsehen. Die auditiven Elemente als Bestandteil des film- und fernsehkünstlerischen Abbildes. Henschelverlag Berlin.
- 1995: Film sehen und hören. Dramaturgie des Tons und der Musik im Film. In: Beiträge zur Film- und Fernsehwissenschaft, Band 47, VISTAS Verlag Berlin, ISBN 3-89158-135-1.
- 2001: Ästhetik der Filmmusik – oder: Wo, wie und warum erklingt welche Musik im Film? In: MUSIKFORUM, Schott Musik International, Mainz ISSN 0935-2562.
- 2003: mit Ulrich Weiß: Filmmusik. In: apropos: Film 2003, DEFA-Stiftung/Bertz Verlag Berlin ISBN 3-929470-28-4.